# Allan Rodrigues de Souza
Allan Rodrigues de Souza (Porto Alegre, 3 maart 1997) - voetbalnaam Allan - is een Braziliaans voetballer die bij voorkeur als middenvelder speelt. In juli 2023 verruilde hij Atlético Mineiro voor CR Flamengo, dat circa €8.200.000,- voor hem betaalde.

## Carrière

### Liverpool
Allan speelde in de jeugd van SC Internacional. Op 1 augustus 2015 nam Liverpool hem over, dat circa £500.000 voor hem betaalde. Hij zat later die dag bij de selectie van Liverpool tijdens een oefenwedstrijd tegen HJK Helsinki, maar bleef de gehele wedstrijd op de bank. De club verhuurde hem vervolgens tot januari 2016 aan Seinäjoen JK. Hij maakte zijn debuut op 10 september 2015 in de wedstrijd tegen KuPS Kuopio. Allan kwam 34 minuten voor tijd binnen de lijnen voor Jussi Vasara, en scoorde een kwartier later de 0-1. De wedstrijd eindigde uiteindelijk in een 1-1 gelijkspel. Allan werd in 2015 met Seinäjoen JK landskampioen. 
In januari 2016 werd hij tot het einde van het seizoen verhuurd aan het Belgische Sint-Truidense VV. Gedurende het seizoen 2016/17 werd Allan opnieuw verhuurd, ditmaal aan het Duitse Hertha BSC. In de voorbereiding van het seizoen 2017/18 keerde de middenvelder terug bij Liverpool, maar doordat hij nog geen werkvergunning had moest hij opnieuw verhuurd worden. Op 31 augustus 2017 werd Allan voor de rest van het seizoen verhuurd aan het Cypriotische Apollon Limassol.
In juli 2018 verlengde Allan zijn contract bij Liverpool en werd hij voor het seizoen 2018/19 verhuurd aan Eintracht Frankfurt. Op 15 februari 2019 werd Allan uitgeleend aan de Braziliaanse club Fluminense tot het einde van het seizoen, nadat hij vroegtijdig was teruggehaald uit Duitsland. Tijdens de verhuurperiode speelde hij zich in de kijker van verscheidene Braziliaanse ploegen.

### Atlético Mineiro
In januari 2020 werd Allan's contract bij Liverpool ontbonden en tekende hij tot het einde van 2023 bij Atlético Mineiro. Vanwege problemen met zijn werkvergunning werd de Braziliaan in vier en een half jaar tijd bij Liverpool zesmaal verhuurd en kwam hij niet tot speelminuten voor de Reds.
In 2021 won Atlético Mineiro met Allan als spelverdeler op het middenveld zowel de landstitel als de Copa do Brasil. Twee maanden later werd ook de Braziliaanse Supercup gewonnen, toen Allan's ploeg te sterk was voor CR Flamengo.

### Flamengo
Op 2 juli 2023 werd Allan aangekondigd als de nieuwe versterking van CR Flamengo en tekende hij een contract tot 31 december 2027. De transferwaarde was 43,1 miljoen reais (8,2 miljoen euro) voor 100% van zijn economische rechten. Allan maakte tien dagen later zijn debuut voor Flamengo, in de overwinning op Club Athletico Paranaense in de Copa do Brasil.

## Statistieken
| Seizoen | Club                         | Land      | Competitie         | Competitie | Competitie | Beker | Beker | Totaal | Totaal |
| Seizoen | Club                         | Land      | Competitie         | Wed.       | Dlp.       | Wed.  | Dlp.  | Wed.   | Dlp.   |
| ------- | ---------------------------- | --------- | ------------------ | ---------- | ---------- | ----- | ----- | ------ | ------ |
| 2015    | → Seinäjoen JK (huur)        | Finland   | Veikkausliiga      | 8          | 1          | 0     | 0     | 8      | 1      |
| 2016    | → Sint-Truidense VV (huur)   | België    | Jupiler Pro League | 9          | 0          | 0     | 0     | 9      | 0      |
| 2016/17 | → Hertha BSC (huur)          | Duitsland | Bundesliga         | 15         | 0          | 1     | 0     | 16     | 0      |
| 2017/18 | → Apollon Limassol (huur)    | Cyprus    | A Divizion         | 16         | 0          | 0     | 0     | 16     | 0      |
| 2018/19 | → Eintracht Frankfurt (huur) | Duitsland | Bundesliga         | 4          | 0          | 0     | 0     | 4      | 0      |
| 2019    | → Fluminense (huur)          | Brazilië  | Série A            | 28         | 0          | 0     | 0     | 28     | 0      |

## Erelijst
| Competitie                  |              |              |              |              |
| Competitie                  | Aantal       | Jaren        |              |              |
| Seinäjoen JK                | Seinäjoen JK | Seinäjoen JK | Seinäjoen JK | Seinäjoen JK |
| --------------------------- | ------------ | ------------ | ------------ | ------------ |
| Veikkausliiga               | 1x           | 2015         |              |              |
| Clube Atlético Mineiro      |              |              |              |              |
| Braziliaans kampioen        | 1x           | 2021         |              |              |
| Braziliaans bekerwinnaar    | 1x           | 2021         |              |              |
| Winnaar Supercopa do Brasil | 1x           | 2022         |              |              |